# Воробьёв, Аркадий Иванович
Аркадий Иванович Воробьёв — советский хозяйственный, государственный и политический деятель, Герой Социалистического Труда.

## Биография
Родился в 1918 году в селе Воробьёвка. Член КПСС с 1943 года.
С 1935 года — на хозяйственной, общественной и политической работе. В 1935—1978 гг. — слесарь-ремонтник, осмотрщик вагонов, старший осмотрщик в вагонном депо Горький-Сортировочный, участник Великой Отечественной войны, водитель, командир отделения подвоза боеприпасов в составе 327-го гвардейского тяжёлого самоходно-артиллерийского полка, старший осмотрщик путевых вагонов станция Горький-Сортировочная Горьковской железной дороги.
Указом Президиума Верховного Совета СССР от 4 мая 1971 года присвоено звание Героя Социалистического Труда с вручением ордена Ленина и золотой медали «Серп и Молот».
Умер в Нижнем Новгороде в 1993 году. Похоронен на Сортировочном кладбище.